# 린위탕

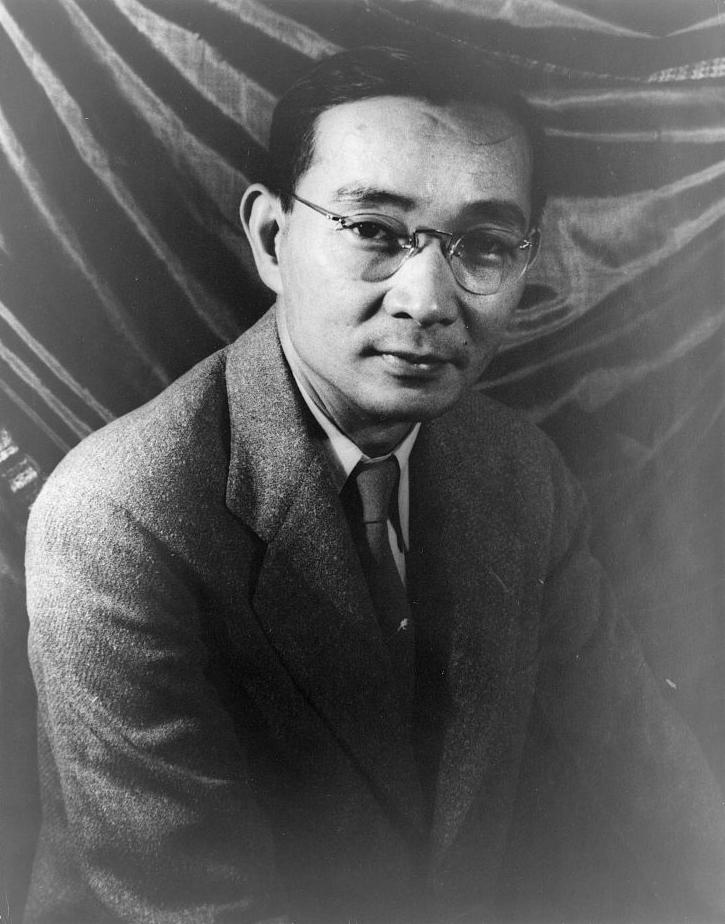

린위탕(林語堂: 임어당, 1895년 10월 10일 ~ 1976년 3월 26일)은 중국의 소설가이자 문명비평가이다.

## 생애
푸젠성(福建省) 룽치(龍溪)에서 가난한 목사의 아들로 태어났다. 상하이의 세인트 존스 대학(聖約翰大學)을 나온 후, 베이징 칭화 학교(北京淸華學校)의 영어 교사가 되었다. 1919년 하버드 대학에 건너가 언어학을 공부하고 석사 학위를 얻었으며 1921년에는 독일로 건너가 예나 대학, 라이프치히 대학에서 공부하고 1923년 언어학 박사 학위를 받았다. 그후로 베이징 대학, 베이징 여자 사범대학 교수를 지냈다. 1926년에는 샤먼으로 옮겨 샤먼 대학 문학장, 1929년 이후 상하이 둥우 대학 영어 교수를 지냈으며 1932년에는 유머 잡지 《논어》를 발행하여, 그 당시의 중국 사회를 풍자·비판하였다. 영어를 가지고 수필도 쓰고 중국의 고전을 영어로 번역하여 중국 문화를 외국에 소개하였다. 1935년부터 1966년까지 미국서 살면서, 1948년 유네스코 예술부장, 1953년 UN총회 중국 대표 고문, 1954년 싱가포르 난양 대학 창립에 참여하였고 1966년 타이완으로 이주 후 1967년 홍콩 중문대학 교수. 대표 저서 《생활의 발견(生活的藝術)》에서 생활 속의 철학을 풀이하기도 하였다.

## 평가
중국의 지성을 대표하는 국제적 인물로 꼽힌다. 저서에 《북경호일》, 《폭풍우 속의 나뭇잎》, 《경화연운》 등이 있다. 1968년에 대한민국을 방문하여 강연한 일도 있다. 그 이외에 국어라마자를 개발했다.
1976년 3월 26일, 홍콩에서 사망하였다.

## 같이 보기
- 국어라마자

## 참고 문헌
- 인문과학연구소, 교양고전 100선 해제, 성균관대학교 출판부, 1998. ISBN 89-7986-028-5
- 린위탕,안동민 역 생활의 발견, 문예출판사, 1999. ISBN 89-310-0413-3